# Pseudozonitis vaurieae
Pseudozonitis vaurieae là một loài bọ cánh cứng trong họ Meloidae. Loài này được Enns miêu tả khoa học năm 1956.